# Кінська сила
Кі́нська си́ла (к. с.) — одиниця вимірювання потужності. Сучасні вчені дуже рідко користуються цією одиницею через її неоднозначне визначення, але, попри це, вона набула великого поширення, особливо в автомобільній індустрії.
Стандартною одиницею системи SI для вимірювання потужності є ват.
Кінську силу вперше запропонував Джеймс Ватт для оцінки потужності парових двигунів. Виходили з того, що кінь може підіймати 33 000 фунтів зі швидкістю 1 фут на хвилину, що дорівнює 745,699881448 Вт.[джерело?] Цю одиницю дотепер використовують в англомовних країнах (позначення HP).
У європейських країнах кінська сила визначається як 75 кгс·м/с, що дорівнює 735,49875 Вт (іноді цю величину називають «метричною кінською силою»; позначення PS (нім.), CV (фр.), pk (нід.), KM (пол.)).
Існують також інші визначення кінської сили.

## Співвідношення величин
| Назва                   | Формула                              | Потужність у ватах     |
| ----------------------- | ------------------------------------ | ---------------------- |
| Метрична кінська сила   | ≡ 75 кгс·м/с                         | = 735,49875 Вт (точно) |
| Механічна кінська сила  | ≡ 33 000 фут·lbf/хв. = 550 фут·lbf/с | = 745,69988 Вт         |
| Електрична кінська сила |                                      | ≡ 746 Вт               |
| Котлова кінська сила    | ≡ 33 475 BTU/ч                       | = 9809,5 Вт            |

Для обчислення потужності двигуна в кіловатах слід використовувати співвідношення 1 кВт = 1,35962162 к. с. (1 к. с. = 0,73549875 кВт)

## Історична довідка
Люди віддавна використовували коней як джерело тяглової сили. У XVIII столітті на основі спостережень за роботою коней були проведені розрахунки, що показали, яку корисну потужність розвиває кінь за тривалої роботи. Дослідник з Англії Джон Дезаґюльє оцінив потужність коня у 44 000 футо-фунтів-сили (59,656 Дж) за хвилину (103 кгс·м/с). Інший англієць, Джон Смітон, підрахував, що кінь може виробляти 22 916 футо-фунтів-сили (31 070 Дж) за хвилину (53 кгс·м/с). Ще один англійський інженер Томас Тредголд оцінив потужність коня у 27 500 футо-фунтів-сили (37,285 Дж) за хвилину (64 кгс·м/с). Шотландський інженер і винахідник Джеймс Ватт встановив у 1782 році, що «пивоварний кінь» може виробляти 32 400 футо-фунтів (43 929 Дж) за хвилину (76 кгс·м/с).
Приблизно у 1789 році Джеймс Ватт увів термін «кінська сила», аби показати, що роботу скількох коней здатні замінити створювані ним парові машини. Зокрема стверджується, що одну з перших машин Ватта купив пивовар, щоб замінити нею коня, який приводив у дію водяну помпу. Згідно з поширеною легендою, при цьому пивовар вирішив шахраювати, обравши найсильнішого коня і змусивши його працювати на межі сил. Ватт прийняв і навіть перевищив отримане пивоваром значення, і еталоном стала саме потужність побудованої машини, попри те, що реальна потужність, яку розвиває кінь при нормальній роботі протягом тривалого часу, є значно меншою — за деякими оцінками, у півтора раза. Наступного року Джеймс Ватт і Метью Болтон стандартизували це значення потужності на рівні 33 000 футофунтів-сили (44 742 Дж) за хвилину.
У той час у Великій Британії для підняття з шахт вугілля, води й людей використовувались бочки об'ємом від 140,9 до 190,9 л. Існує одиниця об'єму барель, що ґрунтується на масі типової бочки (англ. barrel) з вантажем, яка важила 380 фунтів (1 фунт = 0,4536 кг), тобто 1 барель = 172,4 кг. Витягти таку бочку могли лише пара коней за канат, перекинутий через блок.
Зусилля, створюване середнім робочим конем упродовж 8 годин роботи, становить 15 % від його ваги, або 75 кгс при масі у 500 кг. За 8 годин кінь, розвиваючи таке зусилля, може пройти 28,8 км (2 морські милі) зі швидкістю 3,6 км/год (1 м/с). Встановивши це, Дж. Ватт дійшов висновку, що кінська вила в англійських мірах набуде виду 1 к. с. = 1/2 бареля × 2 морських милі/год = 1 барель × морська миля/год (тут барель прийнятий за одиницю сили, а не маси). Те ж саме у дрібніших одиницях становить 380 фунтів на 98,4 футів/хв, що приблизно дорівнює 846,4 Вт. Якщо заокруглити розрахунки у фунто-футах за хвилину (залишивши прискорення вільного падіння в одиницях SI, рівним 9,80665 м/с2, то 1 ват = 433,9735 фунто-футів/хв) і прийняти вантаж, який має тягнути кінь зі сталою швидкістю 1 м/с рівним 75 кг, то кінська сила дорівнюватиме 736,56 ват, що становить приблизно 320 000 фунто-футів за хвилину. Тому 1 кінську силу вважають еквівалентною 735,5 ватам.
У 1993 році Р. Д. Стівенсон і Р. Дж. Вассерсуг опублікували листування в журналі Nature, узагальнюючи вимірювання та розрахунки максимальної та постійної продуктивності коня. Посилаючись на вимірювання, проведені на ярмарку штату Айова у 1926 році, вони повідомили, що пікова потужність коня протягом декількох секунд досягала 14,9 к. с..
Здорова людина може короткочасно видавати приблизно 1,2 к. с. (0,89 кВт) і підтримувати приблизно 0,1 к. с. (0,075 кВт) необмежено довго; треновані спортсмени можуть короткочасно досягати приблизно 2,5 к. с. (1,9 кВт) і 0,35 к. с. (0,26 кВт) протягом декількох годин.